# Teodosio de Goñi

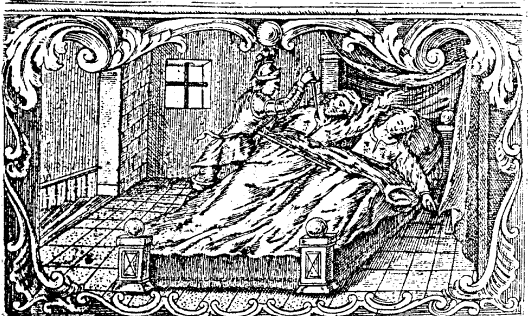
Teodosio de Goñi mata a sus padres. Grabado de la obra del Padre Tomas de Burgui.

Teodosio de Goñi fue un caballero que vivió en el valle de Goñi, Navarra, al principio de la Edad Media entre finales de siglo VII y principios del VIII, que fue buruzagi (jefe, en euskera) de la comarca.
Este personaje está ubicado entre la historia y la leyenda, y fue el fundador del Santuario de San Miguel de Aralar. Siendo su existencia cierta, es el origen de su fundación el que toma carácter mítico ya que en torno a esto existe una leyenda que debió tener lugar en entorno al año 707 y en ella aparecen personajes mitológicos. En el santuario de San Miguel de Aralar, todavía se pueden ver las cadenas que supuestamente llevó Teodosio de Goñi.

## Leyenda

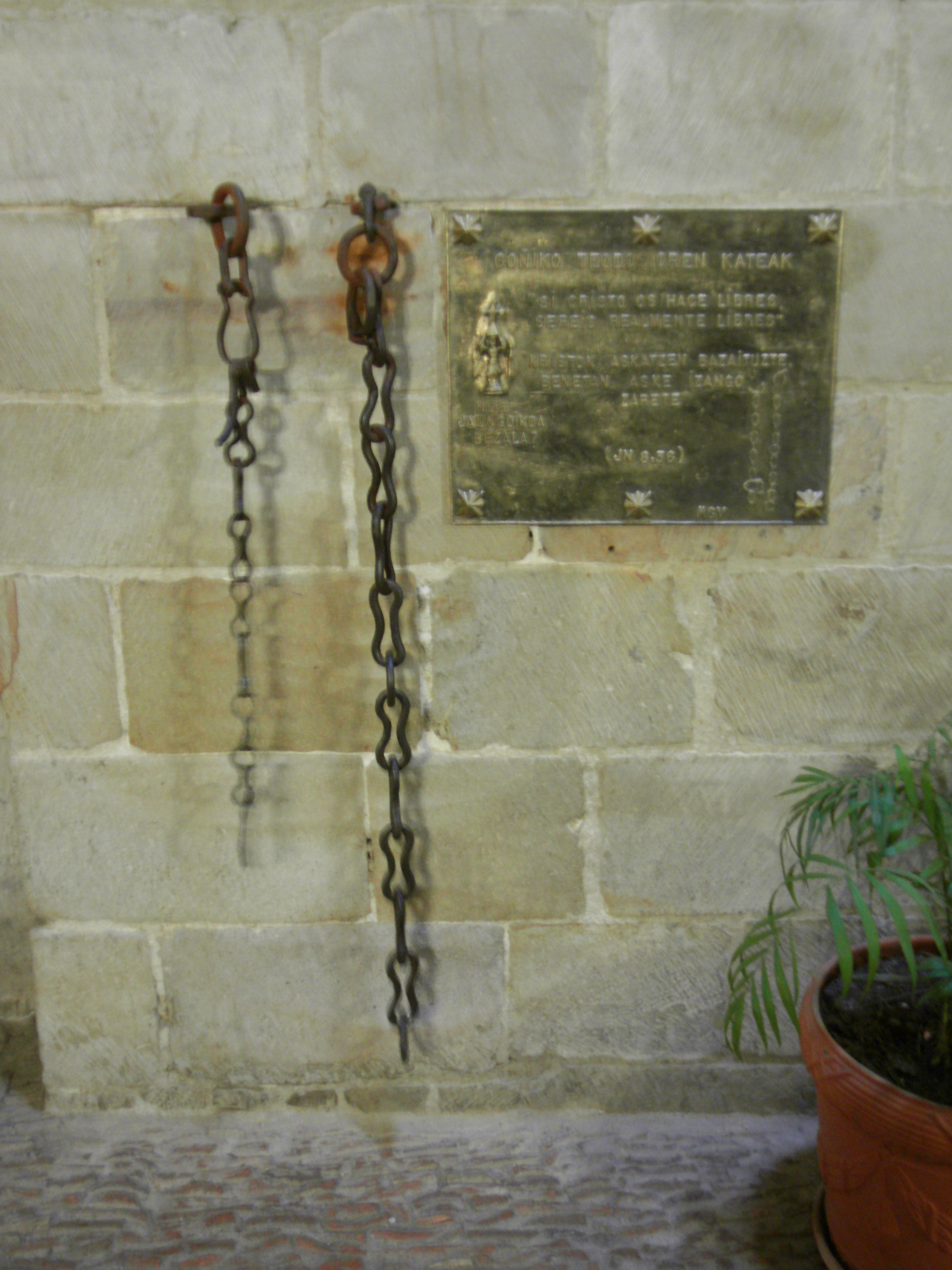
Cadenas que supuestamente llevó Teodosio de Goñi, las cuales se conservan en el Santuario de San Miguel de Aralar.

En Navarra, en el año 707, vivía en el valle de Goñi, un caballero llamado Teodosio, casado con Constanza de Butrón.
Poco después de casarse, Teodosio tuvo que abandonar su casa para dirigir la lucha contra los árabes. Constanza quedó sola en su palacio con los padres de Teodosio, a los que tuvo la deferencia de hacerles dormir en la habitación señorial, pasando ella a otra más pequeña.
Cuando Teodosio volvía victorioso a su castillo, se le apareció el diablo disfrazado de Basajaun, que le hizo creer que su mujer le engañaba con un criado.
Teodosio, fuera de sí, se lanza a galope hacia su casa. Al amanecer penetra en su palacio y se dirige decidido y enfurecido a su habitación matrimonial con la daga desenvainada. Entra en la alcoba y apuñala retiradamente a las dos personas que dormían en su lecho, convencido de que eran su esposa y el amante de ésta.
Creyendo haber vengado el agravio, sale de casa y, sobrecogido, se encuentra con su esposa que salía entonces de misa. Aterrado, conoce que quienes dormían en su cama y a quienes había asesinado eran sus padres. Atemorizado por el crimen, va a Pamplona a pedir perdón al Obispo, quien, horrorizado, le envía a Roma para que sea el propio Papa quien le absuelva de su pecado. Teodosio, arrepentido, va de peregrino a Roma y el Papa le dicta como penitencia a vagar por las tierras de Aralar con unas pesadas cadenas atadas a la cintura, hasta que el desgaste acabara por desprender a Teodosio de las cadenas. Esto sería el signo inequívoco del perdón divino.
Cuenta la leyenda de la existencia de un dragón (Herensuge) que vivía en una de las numerosas cuevas de la sierra de Aralar. Éste, solía atacar a los pastores y aldeanos de las cercanías y los habitantes de Larraún, decidieron ofrecer una persona al año al dragón, para que éste no atacara a los demás. Teodosio, vagando por Aralar, encontró al desafortunado, y ofreció su desgraciada vida para salvar la de aquella persona. 
Aquella noche, en medio de una inmensa tormenta, Teodosio escucho unos espantosos estruendos dentro de la cueva, y allí apareció Herensuge amenazando con devorarlo. Teodosio, indefenso, cayo de rodillas e imploró la protección de San Miguel, exclamando ¡San Miguel me valga!.
En aquel momento, entre gran estrépito, apareció el Arcángel, quien mostrando la cruz sobre su cabeza venció y mató al dragón al grito de ¡Quién como Dios! ¡Nor Jaungoikoa bezala!
En aquel mismo momento, Teodosio quedó libre de las cadenas, perdonado por Dios, que le dio una reliquia.
Ya libre volvió a su casa de Goñi donde le esperaba su esposa. Y ambos, agradecidos a Dios, erigieron un santuario al Arcángel en lo alto de Aralar, al que llamaron San Miguel in Excelsis.

## Recogida de la leyenda en obras literarias
La leyenda de Teodosio de Goñi es probable que tenga su origen en el momento de apogeo del linaje, el siglo XVI. De hecho aparece recogida en una obra de este siglo en la que se describen las genealogías de los apellidos de la nobleza del reino.
Luego son ya muchos los autores que la recogen en sus obras, como Esteban de Garibay. En 1774 se recoge por Francisco Tomás de Burgui, un profesor de Teología, en un libro sobre San Miguel y el reino de Navarra en cuyo título se lee "San Miguel de Excelsis... como proctor excelso aparecido y adorado en el Reino de Navarra. Libro Segundo, en que se representan su aparición y culto, su protección y maravilla, en la cumbre del Monte Aralar del Reino de Navarra, con los succesos de su favorecido devoto Don Teodosio de Goñi...".
La leyenda se hará famosa con su inclusión en la obra de Amaya o los vascos en el siglo VIII, de Navarro Villoslada.
La novela de 2022 Vascones en la niebla, del escritor navarro Javier del Valle desarrolla el personaje de Teodosio de Goñi y la leyenda en el marco del último reino godo y la invasión de la península ibérica por los musulmanes en el año 711 d. C.